# Inês Thomas Almeida
Inês Thomas Almeida (São Domingos, República Dominicana, 11 de junho de 1976) é uma musicóloga de origem dominicana e portuguesa. É fundadora da associação cultural Berlinda.

## Vida e carreira
Inês Thomas Almeida nasceu na República Dominicana e cresceu em Portugal como bilíngue e com dupla nacionalidade. Concluiu o curso de piano no Instituto Gregoriano de Lisboa na classe de Luiza da Gama Santos e frequentou a licenciatura em canto da Universidade de Évora. Nesta Universidade, ganhou por dois anos consecutivos uma bolsa de mérito, atribuída ao melhor aluno de cada curso. Paralelamente trabalhou como actriz na companhia de teatro A Barraca.[carece de fontes?]
Seguidamente mudou-se para a Alemanha, onde viveu até 2016. Estudou canto na Escola Superior de Música e de Teatro de Rostock, tendo concluído este curso em 2007.Foi bolseira da Fundação Yehudi Menuhin Live Music Now. Em 2008 foi laureada do Concurso Internacional de Canto Kammeroper Schloss Rheinsberg, no qual concorreram mais de 450 cantores oriundos de 40 países.. Deixou o canto lírico pouco tempo depois, dedicando-se em exclusivo à musicologia. 
Fundou em 2011 a associação Berlinda, de utilidade pública e sem fins lucrativos, para o apoio cultural e social à comunidade portuguesa em Berlim. Foi responsável por inúmeras iniciativas de cariz cultural, social e humanitário, como programas de apoio e informações úteis aos recém-chegados portugueses à Alemanha, criação de uma rede de visitas a crianças hospitalizadas de países lusófonos, workshops para procura de emprego, e parcerias várias com diversas instituições culturais berlinenses. Ainda neste âmbito, organizou em 2012 o o Festival Berlinda, um festival cultural de um mês de duração, que teve por objetivo a divulgação da cultura dos países de língua portuguesa em Berlim , nas áreas da Literatura, Cinema , Música e Artes Visuais. 
Em 2016 regressou a Portugal e especializou-se em musicologia histórica, tendo como objecto de estudo a música no século XVIII, relatos de viagem, mulheres na música e redes culturais transnacionais. Em 2021, concluiu o doutoramento em ciências musicais históricas pela FCSH, tendo obtido a nota máxima por unanimidade. Tem-se apresentado como oradora em vários colóquios internacionais e publicado artigos científicos sobre estas temáticas em revistas da especialidade.
É investigadora contratada pelo INET-md - Faculdade de Ciências Sociais e Humanas da Universidade Nova de Lisboa. Tem-se dedicado com particular intensidade ao estudo das mulheres na música, quer através da lecionação de cursos sobre mulheres compositoras, quer através de inúmeras palestras, que tem apresentado, a convite, em universidades como Yale, Brown, Harvard e Viena. O seu projecto de investigação FEMUS 18 – Female Music Practice in 18th-Century Portugal, recebeu financiamento da Fundação para a Ciência e a Tecnologia para 2024–2030.
É filha da diplomata dominicana Licinia Thomas Russo e do matemático português Fernando Paulo Estrela de Pinho e Almeida. É neta do filósofo e professor Fernando Pinho de Almeida e trineta da escritora e activista feminista Elisa de Paiva Curado.

## Reconhecimento
Em 2024, foi incluída pela CIG - Comissão para a Cidadania e Igualdade de Género, na lista Mulheres pela Igualdade, que distingue mulheres na ciência, política, cultura e ativismo que "tanto antes como depois da Revolução dos Cravos, desempenharam papéis fundamentais, garantindo que os direitos das mulheres transcendessem as fronteiras da mera retórica".
Foi eleita Personalidade do Ano 2013 pelo jornal português na Alemanha Portugal Post. O seu regresso a Portugal foi assinalado com uma cerimónia de Reconhecimento e Despedida na Embaixada de Portugal em Berlim, presidida pelo Embaixador João Mira Gomes, como homenagem aos bons serviços prestados à comunidade.[carece de fontes?]